# Culture de Djibouti

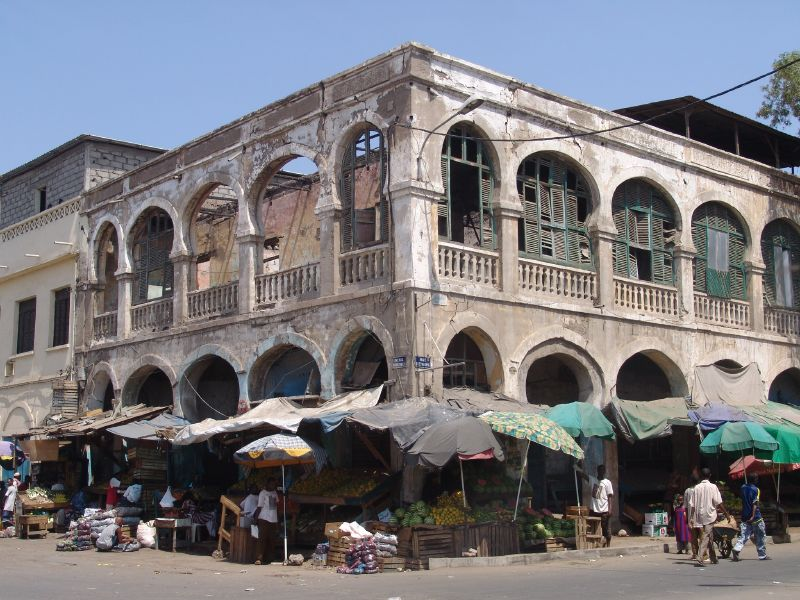
Architecture coloniale.

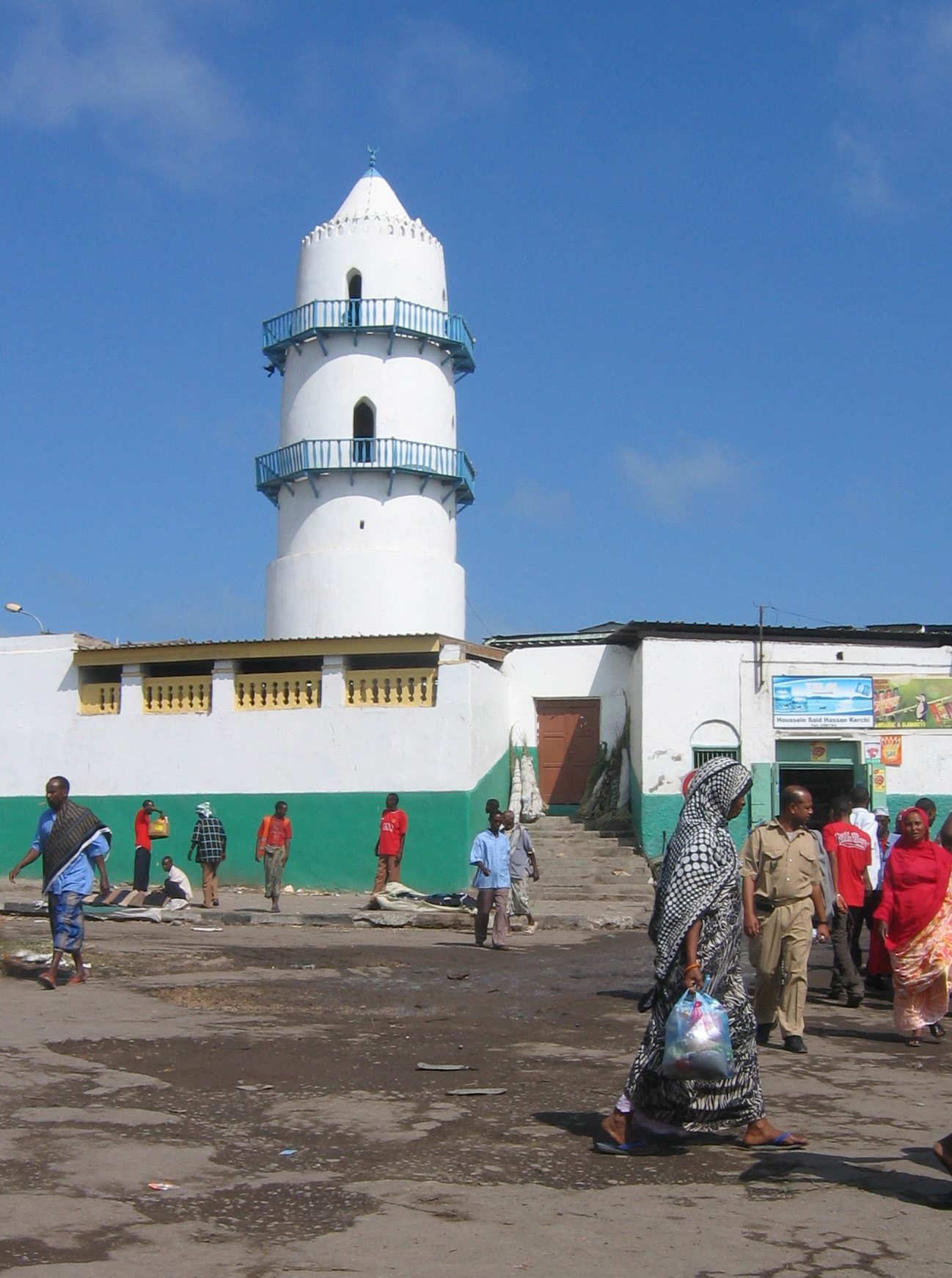
Mosquée à Djibouti.

La culture de Djibouti, petit pays de la Corne de l'Afrique, désigne d'abord les pratiques culturelles observables de ses 957 000 habitants (en 2022).

## Langues et peuples
L'arabe et le français sont les deux langues officielles.
L'afar et le somali sont les deux « langues nationales ». Le somali et l'afar en ville de Djibouti, sont les principales autres langues de la vie quotidienne. Mais on parle aussi l'arabe sud-yéménite, l'arabe omani, le grec, le hindi…
- Langues à Djibouti, Langue de Djibouti
- Groupes ethniques à Djibouti, Issa (Somalis), Afar
- Réfugiés des conflits dans les pays voisins

## Traditions

### Religion(s)
- Religions traditionnelles africaines, Animisme, Fétichisme, Esprit tutélaire, Mythologies africaines
- Religion en Afrique, Christianisme en Afrique, Islam en Afrique
- Islam radical en Afrique noire
- Anthropologie religieuse
- Liberté de religion à Djibouti[1]
- Islam à Djibouti (94-97 %), Christianisme à Djibouti (6 %)
- Juifs de Djibouti (au passé)

### Symboles
- Armoiries de Djibouti
- Drapeau de Djibouti

### Folklore et Mythologie
- Arnaud Welfringer & Université de Djibouti, Traversées, histoires et mythes de Djibouti (2011)[2]

### Fêtes
- Jours fériés publics à Djibouti (en)[3]

## Vie sociale

### Famille
- Polygamie à Djibouti (en)

### Éducation
- Éducation à Djibouti
- Université de Djibouti
- Institut français de Djibouti
- Lycée français de Djibouti
- Site ministériel Menfor[4]

### Droit
- Droits de l'homme à Djibouti
- Trafic d'êtres humains à Djibouti (en)
- Droits LGBT à Djibouti
- List of wars involving Djibouti (en)

### État
- Histoire de Djibouti
- Catégorie:Politique à Djibouti

## Arts de la table

### Cuisine(s)
- Cuisine djiboutienne
- Fah-fah, Lahoh
- Cuisine africaine, Cuisine éthiopienne, Cuisine arabe

## Santé
- Santé à Djibouti (en)

### Sports
- Catégorie:Sport à Djibouti, Catégorie:Sportif djiboutien, Catégorie:Sportive djiboutienne
- Djibouti aux Jeux olympiques
- Djibouti aux Jeux paralympiques
- Jeux africains ou Jeux panafricains, depuis 1965, tous les 4 ans (...2011-2015-2019...)

## Médias
En 2016, le classement mondial sur la liberté de la presse établi chaque année par Reporters sans frontières situe Djibouti au 172e rang sur 180 pays. La loi sur la Liberté de la communication constitue en elle-même une entrave à la liberté d'expression et au pluralisme médiatique. Les journalistes sont soumis à un important arsenal répressif.
- Agence djiboutienne d'information[7]

### Presse écrite
- La Nation, organe officiel
- Quelques journaux hebdomadaires ou mensuels en arabe, somali...

### Radio et télévision
- Télécommunications à Djibouti (en)
- Radiodiffusion télévision de Djibouti (RTD)

### Internet
- Sites : La Nation[8], Al Qarn[9], HSCH 24[10], djibnet[11]

## Littérature
- Littérature djiboutienne (en)[12]
  - Écrivains djiboutiens
  - Ali Moussa Iye (1957-)[13],[14]
  - Aïcha Mohamed Robleh (1965-)
  - Abdourahman Waberi (1965-), écrivain
  - Mouna-Hodan Ahmed (1972-)

- Écrivains non djiboutiens ayant un lien avec Djibouti (ville, État, région) :
  - Jules Borelli (1852-1941), de passage à Tadjourah en 1887
  - Arthur Rimbaud (1854-1891), de passage à Tadjourah
  - Henry de Monfreid (1879-1974), résident
  - Joseph Kessel (1898-1979), de passage
  - Michel Leiris (1901-1990), de passage à Djibouti en 1933 (Mission Dakar-Djibouti)
  - Jean-François Deniau (1928-2007)

- Didier Morin (1947-), collecteur et traducteur de contes djiboutiens, Le Ginnili, devin, poète et guerrier afar (Ethiopie et République de Djibouti) (1991, revue Langues et cultures africaines), Poésie traditionnelle des Afars (1997)
- Site du LLACAN (Langues, Langage et Cultures d'Afrique, UMR 8135 CNRS - INALCO - EPHE)

- Shihāb al-Dīn Aḥmad ibn ʻAbd al-Qādir ʻArabfaqīh, La conquête de l'Abyssinie, chroniqueur (XVIe) de la fin du Sultanat d'Adal, publié traduit en anglais en 2003

## Arts visuels
- Arts visuels, Arts plastiques, Art brut, Art urbain
- Art africain traditionnel, Art contemporain africain
- Artistes par pays

### Peinture
- Peinture, Catégorie:Peinture par pays

### Architecture
- Architecture traditionnelle, Daboyta, Toukoul[15],[16]
- Architecture coloniale
- Architecture contemporaine

## Arts du spectacle
- Spectacle vivant, Performance, Art sonore

### Musique(s)
- Catégorie:Musique par pays, Musique improvisée, Improvisation musicale

### Théâtre
- Improvisation théâtrale, Jeu narratif

### Autres: marionnettes, mime, pantomime, prestidigitation
- Arts de la rue, Arts forains, Cirque,Théâtre de rue, Spectacle de rue,
- Marionnette, Arts pluridisciplinaires, Performance (art)…

### Cinéma
Le cinéma est arrivé à Djibouti vers 1920, pour diffusion régionale (en Éthiopie et Érythrée).
- Cinéma djiboutien
- Lula Ali Ismail, Dhalinyaro (2019)[17]

### Autres
- Vidéo, Jeux vidéo, Art numérique, Art interactif

## Tourisme
- Tourisme à Djibouti (en)
- Sites archéologiques : Bérénice épi Deirès, Asa Koma, Handoga (en)

## Patrimoine
Le programme Patrimoine culturel immatériel (UNESCO, 2003) n'a rien inscrit pour ce pays dans sa liste représentative du patrimoine culturel immatériel de l’humanité (au 15/01/2016).
Le programme Mémoire du monde (UNESCO, 1992) n'a rien inscrit pour ce pays dans son registre international Mémoire du monde (au 15/01/2016).

### Musées et autres institutions
- Liste de musées à Djibouti.

### Liste du Patrimoine mondial
Le programme Patrimoine mondial (UNESCO, 1971) a inscrit dans sa liste du Patrimoine mondial (au 12/01/2016) : Liste du patrimoine mondial de Djibouti.